# TV Talk
TV Talk è un programma televisivo italiano di genere talk show e rotocalco, trasmesso su Rai 3 dal 2005 in cui si discute principalmente di programmi, personaggi e dietro le quinte della TV italiana, talvolta anche di altri mezzi di comunicazione di massa. È stata condotto da Massimo Bernardini fino al 25 maggio 2024. Dal 28 settembre 2024 è condotto da Mia Ceran.

## Il programma
Il format è quello di un talk show composto da un gruppo di analisti, studenti e giovani laureati che dibatte sulla settimana televisiva appena conclusa. Agli ospiti del panorama mediatico italiano, si affiancano gli opinionisti Giorgio Simonelli, Riccardo Bocca, Lella Costa, Saverio Raimondo. Lo show magazine analizza ogni sabato il racconto televisivo italiano, utilizzando la televisione come una lente per leggere i cambiamenti sociali, le tendenze e gli umori degli italiani. 
All'interno del programma è presente una rubrica di analisi degli ascolti televisivi che segue Silvia Motta.
Per la realizzazione dei servizi collaborano Giorgia Domeniconi, Silvia Giacometti, Stefania Tronconi, Jane Ungania, Silvia Benini, Giorgia Buran, Federica Bocellari, Franco Santoro e Riccardo Alessandri. 
Produttore del programma Emiliano Casadio affiancato dalla curatrice Paola Gullà.
Fino al 2007 il programma andava in onda dagli Studi della Fiera di Milano, gli stessi da cui erano già andate in onda storiche trasmissioni come Lascia o raddoppia? di Mike Bongiorno, o Portobello di Enzo Tortora. Nella stagione 2007-2008 e poi dal 2010 ad oggi va in onda dallo studio TV3 del Centro di produzione Rai di Corso Sempione a Milano. Dal 2008 al 2010, invece, è andato in onda dal Centro di produzione Rai di Via Mecenate, sempre a Milano.
Nel periodo tra settembre e novembre 2013 il programma venne replicato il lunedì in prima serata su Rai 5, successivamente, dopo la presentazione del nuovo palinsesto del canale, la replica di TV Talk è passata da Rai 5 a Rai Storia la domenica mattina alle 9:30.
A partire dall'edizione 2015-2016 TV Talk viene prodotto interamente ed esclusivamente da Rai 3, abbandonato quindi dalla struttura Rai Cultura. 
Nel 2020 l'edizione del programma viene interrotta il 7 marzo, a causa della pandemia di COVID-19. Qualche settimana dopo il programma vede luce con un formato web. Infatti, nasce Tv Talk - Home Edition, trasmesso in diretta al sabato alle 15 sulla pagina Facebook della trasmissione, sempre con la conduzione di Massimo Bernardini e la partecipazione di Cinzia Bancone, Sebastiano Pucciarelli e Silvia Motta. La trasmissione è tornata regolarmente in onda da sabato 23 maggio 2020 per concludere poi la stagione a fine giugno.
Durante la presentazione dei palinsesti Rai che si è tenuta il 16 luglio 2020, il programma è stato confermato anche per la stagione 2020-2021 ed ha avuto inizio il 26 settembre 2020, con il rientro in studio di tutti i componenti del programma, alcuni ospiti ed un gruppo ridotto di analisti.
Il 25 maggio 2024 Massimo Bernardini annuncia di lasciare il programma. Il 28 settembre 2024 gli succede nella conduzione Mia Ceran.

## Programmazione attuale
La trasmissione viene suddivisa in segmenti:  
- 15:00-15:10 Tv Talk - Anteprima
- 15:10-16:15 Tv Talk
- 16:20-16:30 Tv Talk - Extra

## Edizioni
| Edizione | Conduzione         | Periodo           | Periodo        | Puntate |
| Edizione |                    | Inizio            | Fine           | Puntate |
| -------- | ------------------ | ----------------- | -------------- | ------- |
| 1ª       | Massimo Bernardini | 1º ottobre 2005   | 3 giugno 2006  | 33      |
| 2ª       | Massimo Bernardini | 14 ottobre 2006   | 9 giugno 2007  | 33      |
| 3ª       | Massimo Bernardini | 29 settembre 2007 | 21 giugno 2008 | 34      |
| 4ª       | Massimo Bernardini | 20 settembre 2008 | 13 giugno 2009 | 33      |
| 5ª       | Massimo Bernardini | 19 settembre 2009 | 29 maggio 2010 | 33      |
| 6ª       | Massimo Bernardini | 2 ottobre 2010    | 22 maggio 2011 | N.D     |
| 7ª       | Massimo Bernardini | 24 settembre 2011 | 9 giugno 2012  | N.D     |
| 8ª       | Massimo Bernardini | 6 ottobre 2012    | 8 giugno 2013  | 31      |
| 9ª       | Massimo Bernardini | 5 ottobre 2013    | 31 maggio 2014 | 31      |
| 10ª      | Massimo Bernardini | 4 ottobre 2014    | 30 maggio 2015 | 31      |
| 11ª      | Massimo Bernardini | 26 settembre 2015 | 30 aprile 2016 | 29      |
| 12ª      | Massimo Bernardini | 8 ottobre 2016    | 27 maggio 2017 | 30      |
| 13ª      | Massimo Bernardini | 14 ottobre 2017   | 2 giugno 2018  | 30      |
| 14ª      | Massimo Bernardini | 13 ottobre 2018   | 1º giugno 2019 | 30      |
| 15ª      | Massimo Bernardini | 12 ottobre 2019   | 27 giugno 2020 | 25      |
| 16ª      | Massimo Bernardini | 26 settembre 2020 | 29 maggio 2021 | 33      |
| 17ª      | Massimo Bernardini | 9 ottobre 2021    | 28 maggio 2022 | 31      |
| 18ª      | Massimo Bernardini | 1º ottobre 2022   | 27 maggio 2023 | 31      |
| 19ª      | Massimo Bernardini | 7 ottobre 2023    | 25 maggio 2024 | 31      |
| 20ª      | Mia Ceran          | 28 settembre 2024 | 31 maggio 2025 | 33      |

## Audience
| Edizione | Rete televisiva | Anno      | Orario      | Durata | Programmazione | Programmazione | Programmazione | Programmazione | Programmazione | Programmazione | Programmazione | Collocazione | Telespettatori | Share |
| Edizione | Rete televisiva | Anno      | Orario      | Durata | L              | M              | M              | G              | V              | S              | D              | Collocazione | Telespettatori | Share |
| -------- | --------------- | --------- | ----------- | ------ | -------------- | -------------- | -------------- | -------------- | -------------- | -------------- | -------------- | ------------ | -------------- | ----- |
| 1ª       | Rai 3           | 2005-2006 | 7:30-9:00   | 90 min |                |                |                |                |                |                |                | mattina      | 369.000        | 7,31% |
| 2ª       | Rai 3           | 2006-2007 | 7:30-9:00   | 90 min | N.D.           | N.D.           |                |                |                |                |                | mattina      |                |       |
| 3ª       | Rai 3           | 2007-2008 | 7:30-9:00   | 90 min | N.D.           | N.D.           |                |                |                |                |                | mattina      |                |       |
| 4ª       | Rai 3           | 2008-2009 | 9:00-10:30  | 90 min | N.D.           | N.D.           |                |                |                |                |                | mattina      |                |       |
| 5ª       | Rai 3           | 2009-2010 | 9:00-10:30  | 90 min | 469.000        | 9,22%          |                |                |                |                |                | mattina      |                |       |
| 6ª       | Rai 3           | 2010-2011 | 15:00-16:30 | 90 min | pomeriggio     | 1.014.000      | 7,24%          |                |                |                |                |              |                |       |
| 7ª       | Rai 3           | 2011-2012 | 15:00-16:30 | 90 min | pomeriggio     | 971.000        | 7,48%          |                |                |                |                |              |                |       |
| 8ª       | Rai 3           | 2012-2013 | 15:00-16:30 | 90 min | pomeriggio     | N.D.           | N.D.           |                |                |                |                |              |                |       |
| 9ª       | Rai 3           | 2013-2014 | 15:00-16:30 | 90 min | pomeriggio     | N.D.           | N.D.           |                |                |                |                |              |                |       |
| 10ª      | Rai 3           | 2014-2015 | 15:00-16:30 | 90 min | pomeriggio     | N.D.           | N.D.           |                |                |                |                |              |                |       |
| 11ª      | Rai 3           | 2015-2016 | 15:00-16:30 | 90 min | pomeriggio     | N.D.           | N.D.           |                |                |                |                |              |                |       |
| 12ª      | Rai 3           | 2016-2017 | 15:00-16:30 | 90 min | pomeriggio     | N.D.           | N.D.           |                |                |                |                |              |                |       |
| 13ª      | Rai 3           | 2017-2018 | 15:00-16:30 | 90 min | pomeriggio     | N.D.           | N.D.           |                |                |                |                |              |                |       |
| 14ª      | Rai 3           | 2018-2019 | 15:00-16:30 | 90 min | pomeriggio     | N.D.           | N.D.           |                |                |                |                |              |                |       |
| 15ª      | Rai 3           | 2019-2020 | 15:00-16:30 | 90 min | pomeriggio     | N.D.           | N.D.           |                |                |                |                |              |                |       |
| 16ª      | Rai 3           | 2020-2021 | 15:00-16:30 | 90 min | pomeriggio     | N.D.           | N.D.           |                |                |                |                |              |                |       |
| 17ª      | Rai 3           | 2021-2022 | 15:00-16:30 | 90 min | pomeriggio     | N.D.           | N.D.           |                |                |                |                |              |                |       |
| 19ª      | Rai 3           | 2022-2023 | 15:00-16:30 | 90 min | pomeriggio     | N.D.           | N.D.           |                |                |                |                |              |                |       |
| 18ª      | Rai 3           | 2023-2024 | 15:00-16:30 | 90 min | pomeriggio     | N.D.           | N.D.           |                |                |                |                |              |                |       |
| 20ª      | Rai 3           | 2024-2025 | 15:00-16:30 | 90 min | pomeriggio     | N.D.           | N.D.           |                |                |                |                |              |                |       |

## Spin-off

### Tv Talk Remix
Nel 2017 nasce TV Talk Remix, versione ridotta nella seconda serata di Rai 3 in cui si raccontano gli avvenimenti televisivi più importanti della settimana appena trascorsa. La trasmissione torna in onda sabato 7 gennaio 2023 all'orario usuale della trasmissione, ovvero alle 15:00 sempre su Rai 3, con il meglio di ciò che è andato in onda, durante la stagione in corso.

### Tv Talk - Home Edition
Nel 2020, a causa dello stop della trasmissione su Rai 3 per la pandemia di COVID-19, dal 21 marzo al 16 maggio il programma è stato trasmesso in diretta su Facebook. Infatti ogni sabato pomeriggio alle 15 con Massimo Bernardini, Cinzia Bancone, Sebastiano Pucciarelli e Silvia Motta son stati trattati alcuni argomenti della settimana in tv, con la partecipazione di alcuni ospiti speciali.
Sabato 9 maggio vi è stato anche un appuntamento speciale, con ospite il cantante Jovanotti, il quale ha discusso con i conduttori della trasmissione del suo nuovo programma Non voglio cambiare pianeta, disponibile sulla piattaforma di Rai Play.

## Premi e riconoscimenti
- 2013 - Premio Regia Televisiva categoria Top 10[8]
- 2020 - Premio Flaiano per il miglior programma televisivo[9]